# Majdan Policki
Majdan Policki (pronunciación en polaco: /ˈmajdan pɔˈlitskʲi/) es un pueblo ubicado en el distrito administrativo de Gmina Krzczonów, dentro del condado de Lublin, voivodato de Lublin, en el este de Polonia. Se encuentra a unos 10 kilómetros al noreste de Krzczonów y a 23 kilómetros al sureste de la capital regional Lublin.